# Muntjaks
Die Muntjaks (Muntiacus) sind eine ursprünglich in Asien lebende Gattung von Hirschen (Cervidae). Gemeinsam mit dem Schopfhirsch bilden sie die Verwandtschaftsgruppe der Muntjakhirsche (Muntiacini). Mehrere Arten dieser Unterfamilie sind erst in den letzten Jahrzehnten entdeckt und wissenschaftlich beschrieben worden.

## Merkmale

### Allgemeine Merkmale
Muntjaks sind verhältnismäßig kleine Hirsche. Sie sind durch ein einfaches Geweih charakterisiert, das je Stange nur ein oder zwei Enden hat und nicht länger als 15 Zentimeter wird. Wie bei fast allen Hirschen haben nur Männchen ein Geweih, die knöcherne Basis, „Rosenstöcke“ genannt, ist verlängert. Wie bei den Moschustieren und Wasserrehen haben männliche Tiere im Oberkiefer zu Hauern verlängerte Eckzähne, die aus dem Maul herausragen. Die Fellfärbung variiert je nach Art von gelblich über graubraun bis dunkelbraun, manchmal ist eine helle Fleckenzeichnung vorhanden. Die Kopf-Rumpf-Länge der Muntjaks variiert von 64 bis 135 Zentimeter, wozu noch 6 bis 24 Zentimeter Schwanz kommen. Das Gewicht liegt zwischen 14 und 33 Kilogramm, Riesenmuntjaks können bis zu 50 Kilogramm erreichen.
Charakteristisch für Muntjaks sind die verlängerten Eckzähne, die bei ihnen leicht nach außen gebogen sind. Sie werden als Angriffswaffe eingesetzt, während sich die Männchen mit ihrem Geweih verteidigen. Typisch sind für sie bellende Schrecklaute, im englischen Sprachgebrauch werden sie deshalb auch als Barking Deer („bellender Hirsch“) bezeichnet. Aufgeschreckte Muntjaks lassen ein lautes, stakkatoförmiges Bellen vernehmen, das gelegentlich für eine Stunde oder mehr zu hören ist. Dieser weit vernehmbare Laut dient als Warnung gegenüber Artgenossen. Es signalisiert einem potentiellen Fressfeind aber auch, dass er entdeckt und damit eine weitere Annäherung zwecklos ist.

### Schädelmerkmale
| 0 | · | 1 | · | 3 | · | 3 | = 34 |
| 3 | · | 1 | · | 3 | · | 3 | = 34 |

Alle Muntjaks besitzen im Oberkiefer pro Hälfte einen Eckzahn (Caninus), drei Vorbackenzähne (Praemolares) und drei Backenzähne (Molares), d. h. Schneidezähne sind nicht vorhanden. Im Unterkiefer befinden sich in jeder Hälfte zusätzlich drei Schneidezähne. Insgesamt besitzen die Tiere somit 34 Zähne.

## Verbreitung und Lebensraum

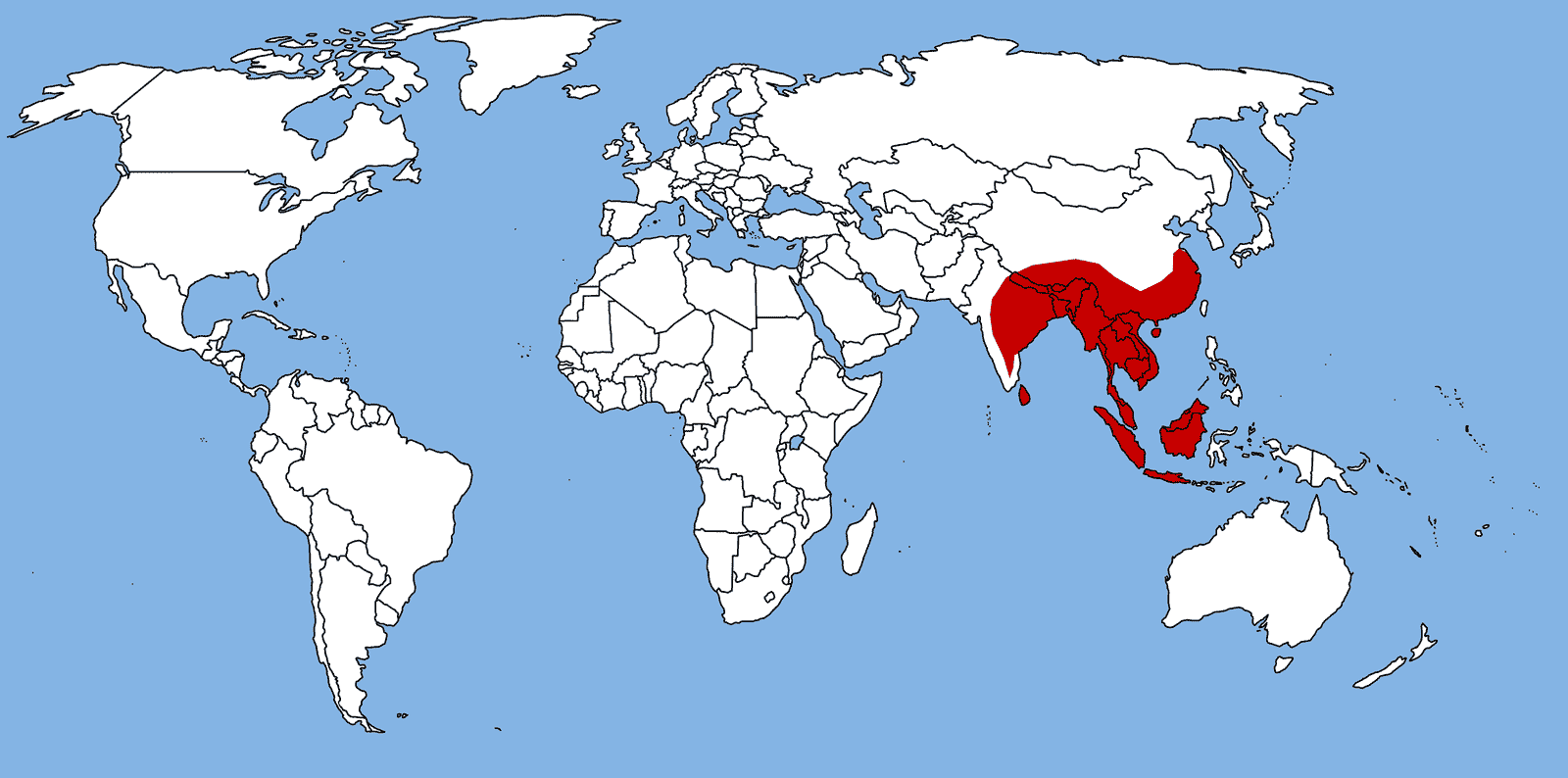
Verbreitungsgebiet der Muntjaks

Das eigentliche Verbreitungsgebiet der Muntjaks umfasst das südliche und östliche Asien. Von Indien sind sie ostwärts bis China und Vietnam verbreitet und kommen auch auf zahlreichen Inseln vor, zum Beispiel Java, Borneo und Taiwan. Hier verbergen sie sich im dichten Unterholz der Wälder. Ihre Höhenverbreitung reicht vom Meeresniveau bis in Höhenlagen von 1.525 Meter. Fossile Funde belegen, dass Muntjaks im Tertiär auch in Europa verbreitet waren.

## Lebensweise
Das Territorialverhalten variiert je nach Art und teilweise abhängig vom Lebensraum auch innerhalb einer Art. Vor allem bei den Arten, die in dicht bewaldeten Regionen beheimatet sind, unterhalten männliche Muntjaks Reviere, die sie erbittert gegen andere Männchen verteidigen. Treffen zwei Männchen aufeinander, kommt es zum Kampf, wobei weniger die stummelartigen Geweihe als vielmehr die scharfen Eckzähne als Waffen eingesetzt werden. Die in offeneren Habitaten vorkommenden Muntjaks zeigen eine sozialere Lebensweise, bilden allerdings auch hier keine Rudel. Männchen kämpfen hier vor allem eine Rangordnung aus. Diese vom jeweiligen Lebensraum beeinflussten unterschiedlichen Verhaltensweisen sind auch bei anderen Hirscharten zu beobachten.
Muntjaks können sowohl tag- als auch nachtaktiv sein, viele Arten sind jedoch dämmerungsaktiv. Sie sind überwiegend Pflanzenfresser und nehmen überwiegend Gräser, Blätter, Knospen und auch Fallobst zu sich. Allerdings können sie sich zeit- und gebietsweise auch allesfresserisch ernähren, nach Fred Kurt vertilgen sie neben pflanzlicher Kost auch Aas, plündern gelegentlich Vogelnester und erbeuten kleinere Warmblüter.
Die Paarungszeit der Muntjaks, die im nördlicheren Teil des Verbreitungsgebietes leben, fällt überwiegend in den Zeitraum von Dezember bis Januar. Nach einer rund siebenmonatigen Tragzeit bringt das Weibchen meist ein einzelnes Jungtier zur Welt, das sich im dichten Unterholz verborgen hält, bis es seiner Mutter folgen kann. Die Setzzeit fällt dann meist in die Monate Juni und Juli. Bei den Muntjaks, die in den tropischen Regionen des Verbreitungsgebietes leben, gibt es keine spezifische Fortpflanzungszeit. Zu Paarungen und Geburten kann es ganzjährig kommen.

## Bedrohung
Vermutlich sind viele Arten aufgrund der Zerstörung ihres Lebensraums in ihrem Bestand bedroht. Für die meisten Arten gibt es jedoch zu wenige Daten, um einen genauen Gefährdungsgrad angeben zu können.
Neben dem Menschen zählen Tiger, Rothunde, Krokodile und Riesenschlangen zu ihren Hauptfeinden.
Muntjaks werden dennoch überwiegend im asiatischen Raum als Delikatesse angeboten. Ihr Fleisch gilt als zart und schmackhaft.

## Die Arten

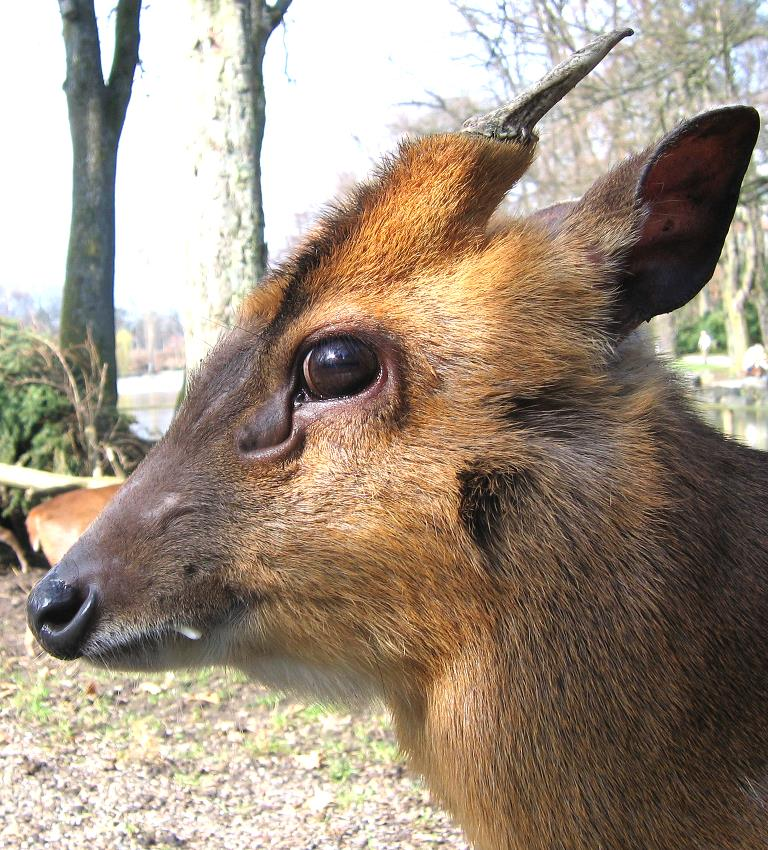
Männchen des Indischen Muntjak

Bemerkenswert ist, dass fünf Arten, nämlich der Riesenmuntjak, der Gongshan-Muntjak, der Annam-Muntjak, der Burma-Muntjak und der Vietnam-Muntjak, erst in den 1990er-Jahren beschrieben wurden, zu einer Zeit also, als die Entdeckung neuer großer Säugetierarten schon als sehr unwahrscheinlich galt. Es werden heute 16 Arten unterschieden, die sich auf vier näher verwandte Gruppen aufteilen lassen:
Die Muntiacus muntjak-Gruppe:
- Der Zentralindische Muntjak (Muntiacus aureus (Hamilton Smith, 1826)) kommt im nordwestlichen und zentralen Indien vor und ist etwas kleiner als die anderen Vertreter des Subkontinents.
- Der Malabar-Muntjak (Muntiacus malabaricus Lydekker, 1915) ist auf Sri Lanka und in den Westghats verbreitet: Er besitzt ein sehr kurzes Geweih.
- Der Indische Muntjak (Muntiacus muntjak (Zimmermann, 1780)) hat das größte Verbreitungsgebiet aller Muntjaks, welches das Festland Südostasiens sowie die Inseln Sumatra, Java, Borneo und Bali umfasst. Von Menschen eingeführt wurde diese Art auf den Andamanen, auf Lombok, in Texas und England. Die British Deer Society hat festgestellt, dass Muntjaks sich seit 2000 vermehrt haben. Wahrscheinlich werden sie in einiger Zeit die größte Population sein. Man kann sie z. B. im Thedford Forest Park  in Suffolk beobachten. Der Sumatra-Muntjak (Muntiacus muntjak montanus) wird häufig als Unterart des Indischen Muntjaks beschrieben. Manche Autoren behandeln ihn jedoch auch als eigenständige Art. Er wurde 1914 klassifiziert, jedoch ab 1930 für lange Zeit nicht mehr gesichtet. Erst 2008 wurde aufgrund mehrerer Fotos aus dem Jahre 2002, u. a. eines trächtigen Weibchens, der Fortbestand der Art nachgewiesen.
- Der Schwarzfuß-Muntjak oder Hainan-Muntjak (Muntiacus nigripes G. M. Allen, 1930) ist sowohl auf der Insel Hainan als auch auf dem angrenzenden chinesischen Festland bis in den Norden Vietnams verbreitet. Die Festland- und Inselformen weichen etwas voneinander ab.
- Der Nordindische Muntjak (Muntiacus vaginalis (Boddaert, 1785)) lebt in großen Teilen des östlichen Indien, in Nepal und im westlichen Myanmar.

Die Muntiacus crinifrons-Gruppe:

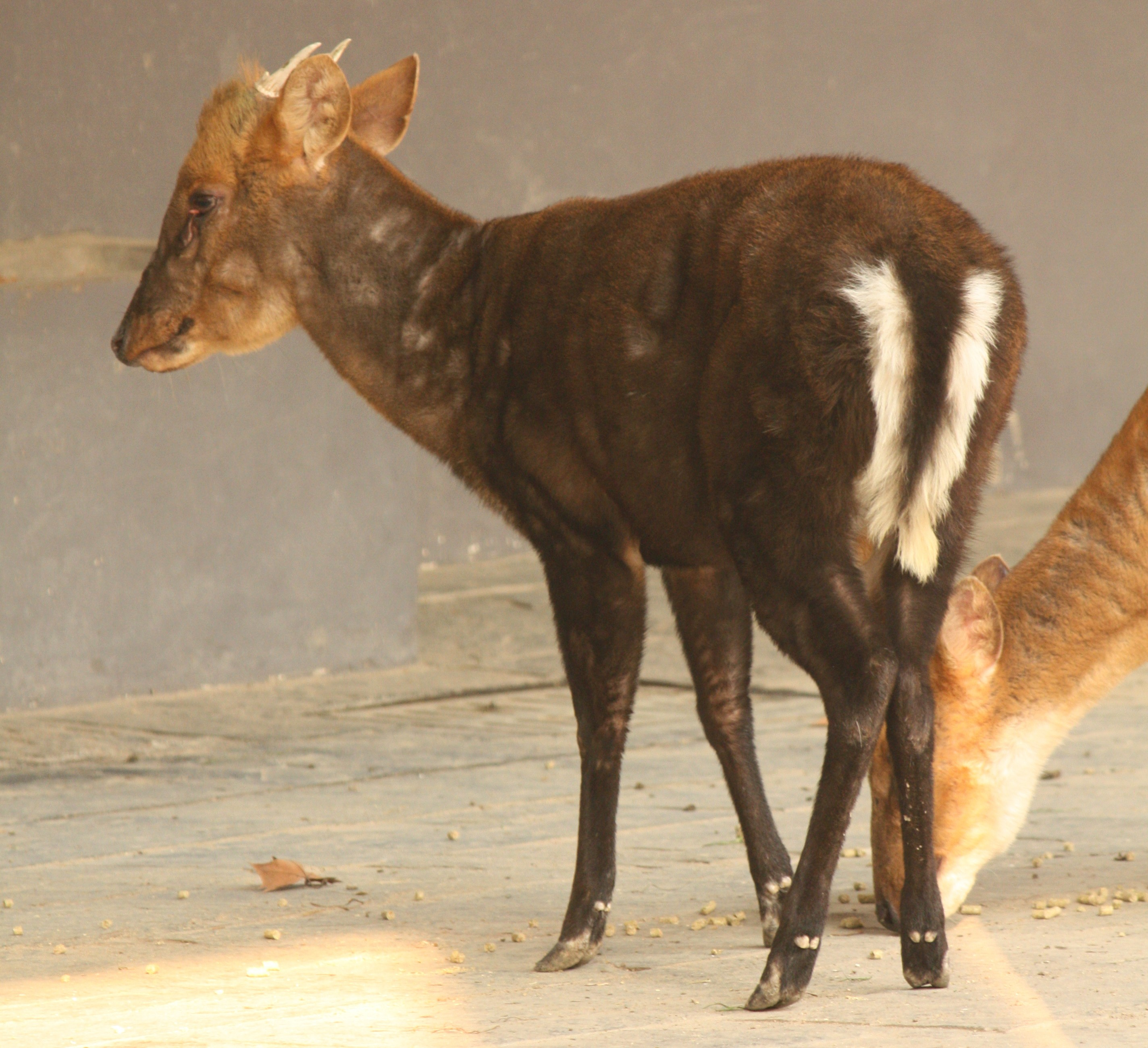
Schwarzer Muntjak (Muntiacus crinifrons)

- Der Schwarze Muntjak (Muntiacus crinifrons (Sclater, 1885)) war einst im Südosten Chinas weit verbreitet. Heute lebt die Art noch in Guangdong, Guangxi und Yunnan. Die IUCN führt die Art als gefährdet (vulnerable) und schätzt den Gesamtbestand auf weniger als 5000 Tiere. Habitatzerstörung und Jagd sind für den Rückgang der Population verantwortlich. 1998 wurde der Schwarze Muntjak auch im Norden Myanmars entdeckt – über seine Häufigkeit in dieser Region kann bisher aber nur spekuliert werden.
- Der Tenasserim-Muntjak (Muntiacus feae (Thomas & Doria, 1889)), benannt nach der Provinz Tenasserim, lebt in der chinesischen Provinz Yunnan, in den östlichen Teilen Myanmars und den angrenzenden Regionen Thailands.
- Der Gongshan-Muntjak (Muntiacus gongshanensis Ma, 1990) ist eine wenig bekannte Art aus der chinesischen Provinz Yunnan und den angrenzenden Regionen Myanmars. Er wurde erst 1990 beschrieben.

Die Muntiacus reevesi-Gruppe:
- Der Borneo-Muntjak (Muntiacus atherodes Groves & Grubb, 1982) hat nur 4 Zentimeter lange Geweihstangen, die im Gegensatz zu denen der anderen Arten nicht abgeworfen werden. Er ist auf Borneo endemisch.
- Der Sumatra-Muntjak (Muntiacus montanus Robinson & Kloss, 1918) ist sehr klein und auf die Hochländer von Sumatra beschränkt.

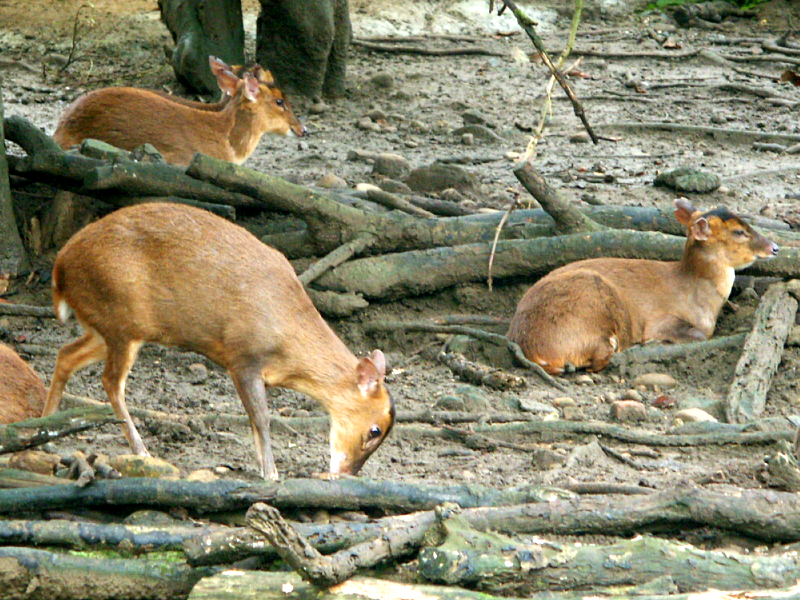
Chinesische Muntjaks (Muntiacus reevesi)

- Der Chinesische Muntjak (Muntiacus reevesi (Ogilby, 1839)) lebt im südlichen China und auf Taiwan. Auf dem chinesischen Festland werden seine Bestandszahlen auf 650.000 Tiere geschätzt und gelten als gesichert. Diese Art wurde in England und Wales eingeführt, wo sie inzwischen sogar recht häufig ist; ebenso wurden in Frankreich seit 2013 Beobachtungen gemeldet;[8] auf dem Gebiet der Europäischen Union gilt der Chinesische Muntjak als invasive Art.[9]

Arten einer noch unbenannten Gruppe sind:
- Der Vietnam-Muntjak (Muntiacus puhoatensis Trai, 1997) wurde erst 1997 in Vietnam entdeckt. Er soll nur 8 bis 15 Kilogramm wiegen.
- Der Burma-Muntjak (Muntiacus putaoensis Amato, Egan & Rabinowitz, 1999) wurde 1997 in Myanmar entdeckt, wo er entlang des Flusses Mai Hka vorkommt. Benannt ist er nach der nahen Stadt Putao. Mit durchschnittlich 12 Kilogramm ist er der kleinste Vertreter der Muntjaks. 2002 wurde nachgewiesen, dass die noch weitgehend unbekannte Art auch im indischen Bundesstaat Arunachal Pradesh vorkommt.
- Der Roosevelt-Muntjak (Muntiacus rooseveltorum Osgood, 1932) ist in Laos und möglicherweise angrenzenden Regionen von China und Vietnam beheimatet. Er wird oft als Unterart des Tenasserim-Muntjaks betrachtet.
- Der Annam-Muntjak (Muntiacus truongsonensis (Giao, Tuoc, Dung, Wikramanayake, Amato, Arctander & Mackinnon, 1997)) wurde 1997 anhand von Geweih- sowie Schädelfunden vorgestellt und mittels DNA-Analysen als eigenständige Art bestätigt.
- Die größte Art der Muntjaks ist der Riesenmuntjak (Muntiacus vuquangensis (Do Tuoc, Vu Van Dung, Dawson, Arctander & Mackinnon, 1994)). Die Körperhöhe beträgt 70 Zentimeter und das Gewicht bis zu 50 Kilogramm. Beschrieben wurde die Art 1994 nach ihrer Entdeckung im Vu-Quang-Nationalpark in Zentral-Vietnam. Derselbe Nationalpark war schon zuvor wegen der Entdeckung der dort lebenden Saola berühmt geworden. 1996 wurden weitere Vertreter der Art im östlichen Laos gefunden. Früher wurde er in einer eigenen Gattung, Megamuntiacus, platziert, heute wird er meist bei den Muntjaks eingeordnet.

## Belege
1. 1 2  Rue, S. 35
2. ↑  
John MacKinnon: Genus Muntiacus. In: Andrew T. Smith, Yan Xie: A Guide to the Mammals of China. Princeton University Press, 2008, ISBN 978-0-691-09984-2, S. 464 ff.
3. 1 2 3  Rue, S. 36.
4. ↑  S. Mattioli: Family Cervidae (Deer). In: Don E. Wilson, Russell A. Mittermeier (Hrsg.): Handbook of the Mammals of the World. Volume 2: Hooved Mammals. Lynx Edicions, Barcelona 2011, S. 350–443 (S. 409–412).
5. ↑  Ajaya Nagarkoti, Tej B. Thapa: Food habits of Barking deer (Muntiacus muntjac) in the Middle Hills of Nepal. Hystrix Italian Journal of Mammalogy (n.s.) 18 (1), 2007, S. 77–82.
6. ↑  Fred Kurt in Bernhard Grzimek (Hrsg.): Grzimeks Enzyklopädie, Säugetiere. Band 5, Kindler Verlag, 1988, S. 138.
7. ↑  
Colin Groves, Peter Grubb: Ungulate Taxonomy. Johns Hopkins University Press, 2011, S. 1–317 (S. S. 71–107).
8. ↑  
Björn Schulz, Peter Borkenhagen: Muntjaks (Muntiacus reevesi) in Schleswig-Holstein – Beginn einer Invasion, erfolgreiche Bekämpfung oder beides ein bisschen? Faunistisch-Ökologische Mitteilungen 10, 2021, S, 83–92, doi:10.38072/2699-7762/p12.
9. ↑  Liste invasiver gebietsfremder Arten von unionsweiter Bedeutung (List of Invasive Alien Species of Union Concern) (PDF) abgerufen am 15. Juli 2016.